# Mystery (film)
Pour plus de détails, voir Fiche technique et Distribution.
Mystery est le titre anglais du film franco-chinois 《浮城谜事》 (fú chéng mí shì, littéralement, l'affaire du mystère de la ville flottante), réalisé par Lóu Yè (娄烨), et écrit par Méi fēng (梅峰), sorti en 2012.
Ce film était dans la compétition Un certain regard du festival de Cannes 2012. Il a également gagné le prix du meilleur film au 7e Festival international du film de Hong Kong 2013, où il a également reçu différentes nominations (meilleur réalisateur, meilleure actrice pour Hao Lei, meilleur débutant pour Qi Xi, meilleur scénariste pour Méi fēng, Yu Fan et Lóu Yè.
Ce film est tourné dans la ville de Wuhan (武汉市), ancien comptoir français, chef-lieu la province de Hubei et à Dongguan (东莞市), dans la province du Guangdong.

## Synopsis
L'histoire commence par un étrange accident de la circulation entraînant un homicide. Cela commence par une histoire d'amour secrète mais dévoile la sincérité du microcosme de la nature humaine.

## Fiche technique
Ce film est coproduit par Dream Author Pictures (梦想者电影), Les Films du lendemain et Arte France Cinéma.

## Distribution
| Acteur                                     | Rôle                                           | Note                                     |
| Hǎo Lěi (郝蕾) (V. F. : Chloé Stefani)     | Lù Jié (陆洁)                                  | Épouse de Yǒngzhào (永照)                |
| Qín Hào (秦昊) (V. F. : Dimitri Rataud)    | Qiáo Yǒngzhào (乔永照)                         | Mari de Lù Jié (陆洁)                    |
| Qiáo Xī (齐溪) (V. F. : Anneliese Fromont) | Sāng Qí (桑琪) / Sāng Hǎilán (桑海兰)          |                                          |
| Qú Yǐng (瞿颖)                             |                                                |                                          |
| Zhū Yàwén (朱亚文)                         | Qín Fēng (秦枫)                                | Quitte la police, bon ami de l'étudiante |
| Zǔ Fēng (祖峰)                             | Tóng Míngsōng (童明松)                         | Policier                                 |
| Cháng Fāngyuán (常方源)                    | Sūn Xiǎomǐn (孙小敏) / Wénzǐ (蚊子, moustique) | Étudiante jeune et vive                  |
| Dù Yánlín (杜妍霖)                         | ānān (安安)                                    |                                          |
| Liú Xiángháng (刘翔航)                     | cosmonaute （Qiáo Jiābǎo / 乔家宝）            |                                          |

Source et légende : Version française (V. F.) sur le site d’AlterEgo (la société de doublage)

## Distinctions
- Asian Film Awards 2013 : prix du meilleur film